# ریزسیال‌شناسی باز
ریزسیال‌شناسی به جریان سیال در کانال یا شبکه با حداقل یک بعد در مقیاس میکرون گفته می‌شود. در ریزسیال‌شناسی باز، همچنین شناخته شده تحت عنوان ریزسیال‌شناسی سطح-باز یا ریزسیال‌شناسی فضا-باز، حداقل یک مرز محدود کنندهٔ جریان سیال از سیستم حذف شده‌است، که مایع را در معرض هوا یا یک سطح دیگر مانند یک مایع دوم قرار می‌دهد.

## انواع ریزسیال‌شناسی باز
ریزسیال‌شناسی باز می‌تواند به زیر مجموعه‌های مختلف طبقه‌بندی شود. برخی از نمونه‌های این مجموعه‌ها عبارتند از: ریزسیال‌شناسی کانال-باز، ریزسیال‌شناسی مبتنی بر کاغذ و مبتنی بر رشته.

### ریزسیال‌شناسی کانال-باز
در ریزسیال‌شناسی کانال-باز، یک مویینگی مبتنی بر کشش سطحی رخ می‌دهد و به آن مویینگی خودبه‌خودی (SCF) گفته می‌شود. SCF زمانی رخ می‌دهد که فشار در پیشبرد خمودگی سطح مایع منفی است. هندسه کانال و زاویه تماس (θ) مایعات بر سطح کانال را می‌توان با معادلهٔ زیر برای پیش‌بینی اینکه آیا SCF رخ خواهد داد استفاده کرد:
(pf/pw <cos(θ
که در آن pf محیط آزاذ کانال (یعنی سطحی که در تماس با دیوار کانال نیست) است، pw محیط خیس شده (یعنی دیوار در تماس با مایع) است و θ زاویه تماس مایع بر مادهٔ دستگاه است.

### ریزسیال‌شناسی مبتنی بر کاغذ

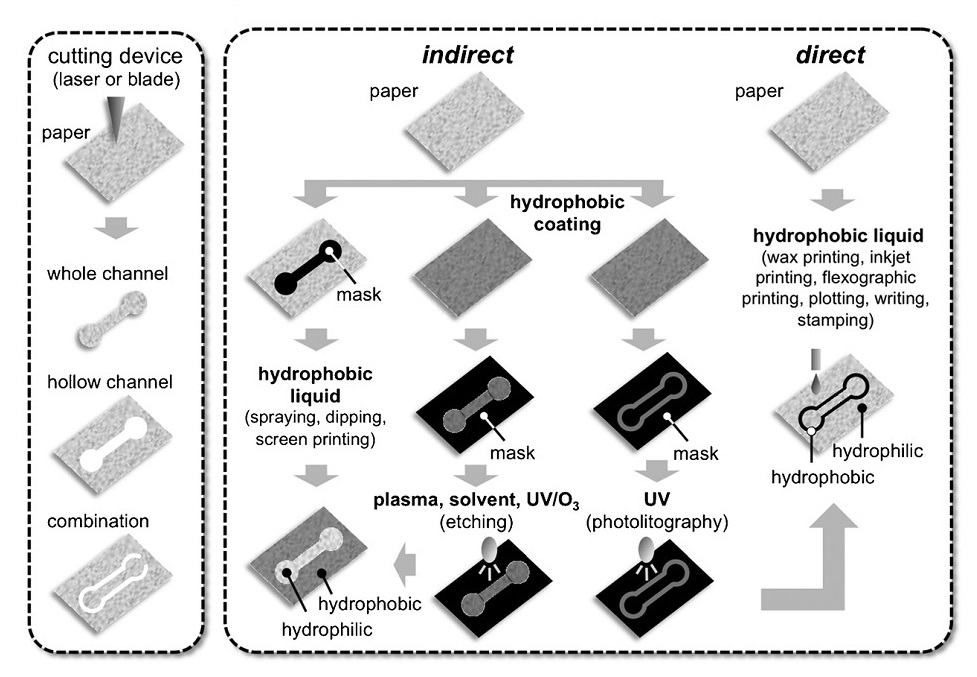
روش ایجاد کانال های ریزسیالی روی لایه های کاغذ

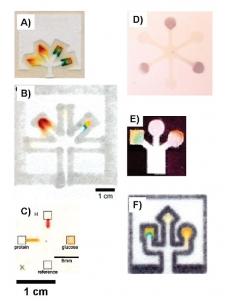
ابزار ساخته‌شده به وسیله روش‌های: (A) photolithography B) plotting detecting C) inkjet etching plasma etching D-F) wax printing

ریزسیال‌شناسی مبتنی بر کاغذ از توانایی فتیله‌سازی کاغذ برای بازخوانی‌های کاربردی بهره می‌گیرد. ریزسیال‌شناسی مبتنی بر کاغذ روش جذابی است از آنجا که کاغذ ارزان و به آسانی در دسترس است و اثرات زیست‌محیطی کمی دارد. کاغذ همچنین همه‌کاره است به دلیل آن که در ضخامت‌ها و اندازه منافذ مختلف موجود است. پوشش‌هایی مانند موم برای هدایت جریان در ریزسیال‌شناسی کاغذی استفاده شده‌اند. در برخی موارد موانع حل‌شدنی برای ایجاد مرزهایی بر روی کاغذ و کنترل جریان سیال استفاده شده‌اند. استفاده از کاغذ به عنوان یک ابزار تشخیصی قدرتمند نشان داده شده‌است از آنجا که از آن برای شناسایی سطح گلوکز، باکتری ها، ویروس ها و دیگر اجزاء در کل خون با موفقیت استفاده شده‌است. روش‌های کشت درون کاغذ نیز توسعه یافته‌اند. آزمایش‌های ایمونولوژیکی lateral flow مانند آن‌هایی که در تست‌های بارداری مورد استفاده هستند، یک نمونه از کاربرد کاغذ برای تشخیص‌های در محل مراقبت یا مبتنی بر خانه هستند. معایب عبارتند از مشکل احتباس مایع و محدودیت‌های زیاد تشخیص.

### ریزسیال‌شناسی مبتنی بر رشته
ریزسیال‌شناسی مبتنی بر رشته، شاخه ای از ریزسیال‌شناسی مبتنی بر کاغذ، از قابلیت‌های فتیله‌سازی مبتنی بر مویینگی مشابه بهره می‌گیرد. مواد رشته‌ای معمول عبارتند از نیتروسلولز، ریون، نایلون، کنف، پشم، پلی استر و ابریشم. رشته‌ها همه‌کاره هستند زیرا می‌توانند برای ساختن الگوهای مشخص بافته شوند. علاوه بر این دو یا چند رشته می‌توانند همدیگر را در یک گره پوشش دهند و دو جریان جدای مایع را به عنوان یک روش مخلوط کردن معرف به هم برسانند. رشته‌ها نیز نسبتاً قوی و مقاوم در برابر شکستن در اثر دستکاری هستند که آن‌ها را پایدار در طول زمان و دارای حمل و نقل آسان می‌سازد. ریزسیال‌شناسی مبتنی بر رشته در مهندسی بافت 3D و تجزیه و تحلیل analyte به کار رفته‌است.

## مزایا
یکی از مزایای اصلی ریزسیال‌شناسی باز، سهولت دسترسی است که مداخله (به عنوان مثال برای اضافه کردن یا از بین بردن معرف) به جریان مایع در سیستم را ممکن می‌سازد. ریزسیال‌شناسی باز همچنین باعث سادگی ساخت و در نتیجه از بین بردن نیاز به پیوند سطوح می‌شود. زمانی که یکی از مرزهای یک سیستم حذف می‌شود، یک سطح مایع-گاز بزرگتر به وجود می‌آید، که واکنش‌های مایع-گاز را ممکن می‌سازد. دستگاه‌های ریزسیال‌شناسی باز، شفافیت نوری بهتری را ممکن می‌سازد چرا که حداقل یک طرف از این سیستم با ماده ای که می‌تواند autofluorescence را در طول تصویربرداری کم کند پوشش داده نشده‌است. به علاوه، سیستم‌های باز تشکیل حباب، یک مشکل شایع در سیستم‌های بسته، را به حداقل رسانده و گاهی از بین می‌برند.
در سیستم‌های بسته ریزسیال‌شناسی، جریان در کانال‌ها با فشار از طریق پمپ (پمپ سرنگ)، دریچه (دریچه محرک) یا میدان الکتریکی هدایت می‌شود. ریزسیال‌شناسی سیستم باز، جریان مبتنی بر کشش سطحی را در کانال‌ها ممکن می‌سازد در نتیجه نیاز به روش‌های خارجی پمپاژ را از بین می‌برد. به عنوان مثال برخی از دستگاه‌های ریزسیال‌شناسی باز شامل یک ورودی مخزن و ورودی پمپاژ است که می‌تواند با استفاده از یک پیپت پر از مایع شود. حذف کردن ملزومات پمپاژ خارجی باعث کاهش هزینه و ایجاد امکان استفاده از دستگاه در تمام آزمایشگاه‌ها با پیپت می‌شود.

## معایب
برخی از اشکالات ریزسیال‌شناسی باز شامل تبخیر، آلودگی، و سرعت جریان محدود است. سیستم‌های باز مستعد تبخیر هستند که آن می‌تواند زمانی که حجم مایعات در مقیاس میکرو است تا حد زیادی بازخوانی‌ها را تحت تأثیر قرار دهد. علاوه بر این، با توجه به ماهیت سیستم‌های باز، آن‌ها بیشتر از سیستم‌های بسته در معرض آلودگی هستند. کشت سلولی و روش‌های دیگر که در آن آلودگی یا ذرات ریز یک نگرانی اند باید برای جلوگیری از آلودگی با دقت انجام شود. در نهایت سیستم‌های باز یک سرعت جریان محدود دارند زیرا فشارهای القایی نمی‌توانند برای هدایت جریان استفاده شوند.

## کاربردها
مانند بسیاری از فناوری‌های ریزسیالی، ریزسیال‌شناسی سیستم باز به فناوری نانو، بیوتکنولوژی، سلول‌های سوختی و آزمایش‌های در محل مراقبت (POC) اعمال شده‌است. برای مطالعات مبتنی بر سلول، دستگاه‌های ریزسیالی کانال-باز دسترسی به سلول‌ها را برای کاوش تک سلولی در داخل کانال ممکن می‌سازند. کاربردهای دیگر عبارتند از ژل الکتروفورز مویین، امولسیون‌های آب-در-روغن و حسگرهای زیستی برای سیستم‌های POC. دستگاه‌های ریزسیالی معلق، دستگاه‌های ریزسیالی بازی که کف دستگاه برداشته شده‌است، برای مطالعه نفوذ و مهاجرت سلولهای سرطانی استفاده شده‌اند. ریزسیال‌شناسی معلق و مبتنی بر ریل برای micropatterning و مطالعهٔ ارتباطات سلولی استفاده شده‌اند.